# Синтез (завод у Кургані)
ВАТ «Синтез» (Акціонерне курганське товариство медичних препаратів та виробів «Синтез») — одне з найбільших фармацевтичних підприємств Росії, випускає фармацевтичні субстанції, готові лікарські форми, ветеринарні препарати, медичні вироби з полімерних матеріалів. Завод є лідером у виробництві антибіотиків Росії, 35 % лікарських засобів випускається за повним циклом зі своїх фармацевтичних субстанцій. Є частиною фармацевтичної компанії «Біннофарм груп».

## Історія
«Курганський завод медпрепаратів» створювали як виробника антибіотиків для заводів. Перша продукція — це біоміцин. 15 вересня 1958 засіяно перший посівний апарат, а до 7 листопада отримано перші кілограми біоміцину. Інженерами та фахівцями стали випускники Ленінградського хіміко-фармацевтичного інституту, Московського інституту тонкої хімічної технології та інших ВНЗ країни. З середини 90-х комбінат починає випускати пігулки, капсули, ампули, мазі, краплі очей. Номенклатура збільшилася з 40 до 200 найменувань.
До 1959 року освоєно виробництво вітаміну В12, перших у СРСР антибіотиків для ветеринарії — біовітину, біовіта-40, та виробництво стимулятора росту для рослин гібереліліну . 1962 року почато випуск таблетованих препаратів. 1965 почато виробництво протигрибкового препарату тріхотецину. Надалі завод розвивав виробництво антибіотиків.
До 1973 року завод отримав назву «Синтез». 1987 запущено виробництво ендокринних препаратів (інсулін, гепарин), освоєно регульований біосинтез феноксиметилпеніциліну, еритроміцину та вітаміну В12, запроваджено нову технологію отримання ампіциліну тригідрату.
З 1988 року комбінат працює на основі повного госпрозрахунку. У часи СРСР збудовано 30 житлових будинків, 5 дитячих дошкільних закладів, 5 гуртожитків, спортивний комплекс, піонерський табір «Космос», заводський профілакторій та клуб.
30 грудня 1992 року пройшло акціонування комбінату, який став називатися "Акціонерне курганське товариство медичних препаратів та виробів «Синтез».
2003 року створено керівну компанію «Фарм-Центр». У середині 2000-х років комбінат спонсорував чоловічий волейбольний клуб «Синтез» (Курган), який виступав у другій за силою лізі російського волейболу.
У 2005 році відбулися зміни у складі акціонерів ВАТ "АКО «Синтез» — основним акціонером став найбільший російський дистриб'ютор фармацевтичного ринку ЗАТ «СІА Інтернейшнл ЛТД», що знаходиться з 1993 року під управлінням її засновника Ігоря Феліксовича Рудинського.
У 2012 році комбінат мав понад 3000 працюючих і займав площу 67 га .
У 2014 році пакет акцій ВАТ «Синтез» (32,4 %), що перебуває у федеральній власності, передано як майновий внесок Російської Федерації державній корпорації «Ростех». Це дозволило ДК «Ростех» консолідувати активи у ВАТ «Національна імунобіологічна компанія» (дочірнє товариство ДК «Ростех»).
У лютому 2017 року частки ЗАТ «СІА Інтернейшнл ЛТД» спадкоємців Рудинського викупив російський підприємець, акціонер інвестиційної компанії Marathon Group / Марафон Груп Олександр Винокуров .
У серпні 2019 року акціонером «Синтезу» стало ПАТ АФК «Система» (46,5 % акцій), решта великих акціонерів: АТ «Націмбіо» держкорпорації Ростех (32,38 %), Національний розрахунковий депозитарій (13,68 %) та чотири фізичні особи (24,9 %) .
У 2020 році після об'єднання фармацевтичних активів ПАТ АФК «Система» стала частиною компанії «Біннофарм Груп».
У червні 2020 року завод розширив потужності з виробництва препарату гідроксихлорохін, який рекомендований МОЗ РФ для лікування коронавірусної інфекції COVID-19 . Тепер гідроксихлорохін може проводитися як на майданчику ЗАТ «Біоком» (дочірня компанія «Синтеза», володіє реєстраційним посвідченням на препарат) у Ставрополі, так і на заводі самого «Синтезу». Сумарно ці два заводи можуть випускати до 300 тис. грн. упаковок «Гідроксихлорохіна» на тиждень.
29 квітня 2022 року у четвертому цеху заводу, де розміщується виробництво ацетону стався вибух, за офіційними даними, постраждало троє людей.

## Показники
Чистий прибуток заводу за підсумками 2017 року склав 1060 млн руб. Порівняно з 2016 роком, це у півтора рази більше. Річний виторг компанії досяг 7 млрд 260 млн рублів (зростання на 7,6 %). Усього за 2017 рік комбінат випустив близько 300 млн одиниць продукції. Продаж безрецептурних препаратів зріс на 22 %. Збільшено експортні контракти в Казахстані, з'явилися прямі поставки до Узбекистану. В результаті в 2017 експортний виторг виріс на 6 % . Заводом спільно володіли Ростех і група компаній «Марафон Фарма» (входить до складу інвестиційної компанії Marathon Group / Марафон Груп) .
У 2019 році зростання виручки ВАТ «Синтез» склало 24 % і досягло 10,6 млрд руб .
Виручка ВАТ «Синтез» за 2020 рік з РСБУ перевищила 13 млрд руб., збільшившись у порівнянні з 2019-м на 42 %.

## Нагороди
- 1983 — орден «Знак пошани»